# Jedi Mind Tricks
Jedi Mind Tricks é um grupo americano de hip hop, fundado em 1993 pelo rapper Vinnie Paz e o produtor musical Stoupe, sendo que venderam mais de 250.000 discos nos Estados Unidos e aproximadamente 450.000 discos no mundo inteiro.

## História
Em 1993, Paz formou o grupo Jedi Mind Tricks com o amigo de colégio Stoupe the Enemy of Mankind, produtor musical e DJ também de Philadelphia, Pennsylvania.

### 1996–97:Amber ProbeEP ePsycho-Social
The Psycho-Social, Chemical, Biological, And Electro-Magnetic Manipulation Of Human Consciousness mais conhecido como The Psycho-Social LP foi lançado pela gravadora Superregular Recordings e foi o primeiro LP completo do Jedi Mind Tricks, contendo 12 faixas e 6 músicas de bônus. Traduzido como Manipulação Psicossocial, Química, Biológica e Eletromagnética da Consciência Humana, abreviatura de The Psycho-Social LP. O álbum vendeu originalmente 1000 cópias de vinil pela Superegular Records, mas foi relançado em 2003 para somar 25.000 vendas. O foco principal do álbum é em astronomia, história e física. Nessa época, Vinnie Paz era conhecido como Ikon the Verbal Hologram.
Após esse LP, o Jedi Mind Tricks tornaram-se mais conhecidos dentro da cena de Underground hip hop de Philadelphia. Essa popularização fez com que os integrantes do Jedi Mind Tricks passassem a desenvolver trabalhos especialmente voltados para a cena Underground de Rap, dessa forma abordando temas filosóficos em suas composições. Também participaram nos anos seguintes de diversos shows locais e cyphers com outros grupos de Philadelphia.

### 1998–2000:Five Perfect ExertionsEP eViolent by Design
Durante as gravações de Violent by Design (1999–2000), Paz alterou seu nome artístico para Vinnie Paz, inspirado pelo boxeador Vinny Paz. O motivo por isso, foi por uma rivalidade com outro rapper de Philadelphia conhecido como Icon the Mic King. Portanto, Vinnie Paz decidiu alterar seu nome artístico para evitar qualquer confusão. Nesse período, o rapper Jus Allah também entrou para o Jedi Mind Tricks e fez parte do disco Violent By Design.

### 2001–03:Visions of Gandhi
Nessa época, Stoupe tinha um estúdio profissional em Nova York, que expandiu sua variedade de produção, incorporando grandes samples orquestrais e um toque latino mais forte. Em resposta, alguns fãs antigos se sentiram decepcionados com as letras de Vinnie Paz, bem como a abundância de loops alegres utilizados por Stoupe. Mesmo assim, o álbum ajudou a expandir o público do grupo à medida que sua popularidade e sucesso comercial continuavam a crescer.

### 2004–06:Legacy of BloodeServants in Heaven, Kings in Hell
Um pouco mais de um ano depois, Jedi Mind Tricks continuou com sua habilidade criativa no disco Legacy of Blood, desta vez mantendo intencionalmente os artistas convidados ao mínimo possível. Levando consigo as lições de Gandhi, Stoupe e Vinnie Paz tentaram encontrar um equilíbrio entre os dois álbuns anteriores. Vinnie Paz também adicionou um aspecto mais pessoal em suas letras, principalmente na última canção Before the Great Collapse.
O quinto álbum de Jedi Mind Tricks, intitulado Servants in Heaven, Kings in Hell, foi lançado em 19 de setembro de 2006. O lançamento coincidiu com o início da turnê para promover o álbum, que começou em Nova York, mais precisamente no Time Square. O álbum foi amplamente aclamado, ao contrário dos dois álbuns anteriores do grupo, que receberam críticas mistas. Grande parte da aclamação se deve à diversidade lírica e musical do álbum, ambas ausentes em seus esforços anteriores. O álbum apresentou o single Heavy Metal Kings com participação de Ill Bill, Razorblade Salvation com Shara Worden e a música narrativa Uncommon Valor: A Vietnam Story com R.A. The Rugged Man. Um dia após o lançamento do álbum, Vinnie Paz do Jedi Mind Tricks deu uma entrevista para The Breakdown, um programa no ItsHipHop.tv onde ele discutiu o álbum e suas opiniões sobre Jus Allah.

### 2007–09:A History of Violence
Em 2007, Jus Allah fez uma entrevista conduzida no site Art of Rhyme, declarando que ele iria retornar ao Mind Tricks. Na entrevista, ele afirma que "Estou de volta ao grupo [e que] estou focado em ... lançar o próximo álbum do Jedi Mind Tricks ... uma História da Violência." A History of Violence foi lançado em 11 de novembro de 2008. Este álbum seria o último álbum do Jedi Mind Tricks a ser lançado pela gravadora Babygrande Records.

### 2010–13:Enemy Soil,Violence Begets Violence
Em 2010, foi anunciado que Jedi Mind Tricks criaria um novo álbum chamado de Violence Begets Violence. Este álbum marca o primeiro álbum sem possuir Stoupe na produção musical e criação de instrumentais (beats). Vinnie Paz afirmou que Stoupe perdeu a inspiração para o Hip-Hop e decidiu se concentrar em outras coisas em sua carreira, como seus grupos secundários, e que Stoupe não produziria nenhuma das faixas do novo álbum do Jedi Mind Tricks. Vinnie Paz alegou também que não houve conflito entre os dois e se Stoupe quiser fazer parte do próximo álbum, Paz o receberá de volta sem problemas.

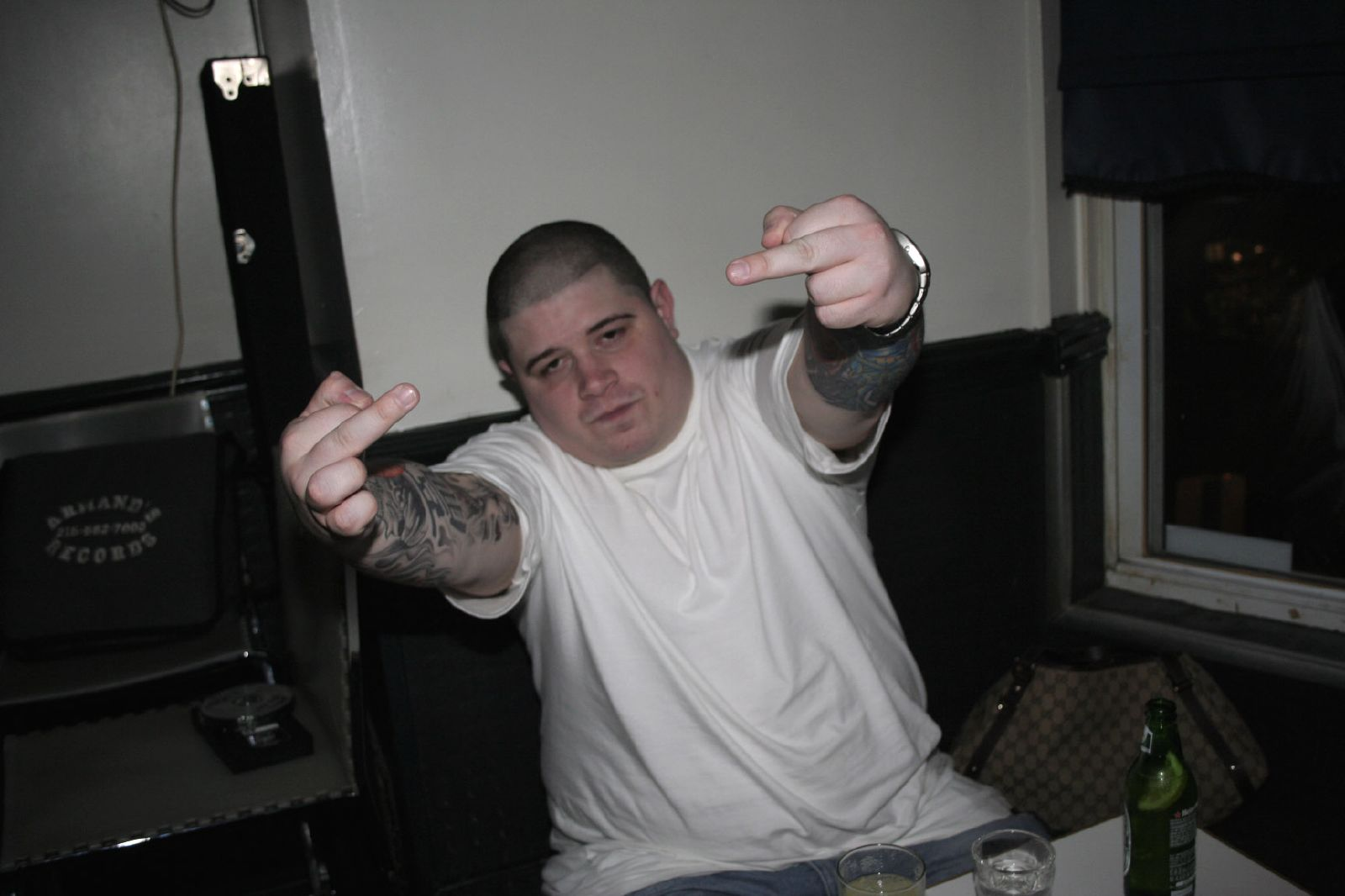
Vinnie Paz

### 2014–18:The Thief and the FalleneThe Bridge and the Abyss
Em 7 de novembro de 2014, o website JMTHIPHOP.com confirmou o retorno de Stoupe para o Jedi Mind Tricks. Em 27 de novembro de 2014, um post revelou que Vinnie Paz e Stoupe voltariam como Jedi Mind Tricks em 2015.
Em 2015, o Jedi Mind Tricks lançou o álbum The Thief and the Fallen, produzido inteiramente por Stoupe.
Em 2018, eles lançaram o seu nono disco entitulado The Bridge and the Abyss.

## Discografia

### Álbuns de estúdio
- (1997) The Psycho-Social, Chemical, Biological, And Electro-Magnetic Manipulation Of Human Consciousness
- (2000) Violent By Design
- (2003) Visions of Gandhi
- (2004) Legacy of Blood
- (2006) Servants in Heaven, Kings in Hell
- (2008) A History of Violence
- (2011) Violence Begets Violence
- (2015) The Thief and the Fallen
- (2018) The Bridge and the Abyss

### EPs
- (1996) Amber Probe EP
- (1999) Heavenly Divine
- (2001) Retaliation
- (2015) Fraudulent Cloth (com Eamon)
- (2018) San La Muerte